# Knoxville (Pensilvania)
Knoxville es un borough ubicado en el condado de Tioga en el estado estadounidense de Pensilvania. En el año 2000 tenía una población de 617 habitantes y una densidad poblacional de 517.9 personas por km².

## Geografía
Knoxville se encuentra ubicado en las coordenadas 41°57′25″N 77°26′14″O / 41.95694, -77.43722.

## Demografía
Según la Oficina del Censo en 2000 los ingresos medios por hogar en la localidad eran de $30,000 y los ingresos medios por familia eran $37,188. Los hombres tenían unos ingresos medios de $29,196 frente a los $19,375 para las mujeres. La renta per cápita para la localidad era de $15,605. Alrededor del 8.9% de la población estaba por debajo del umbral de pobreza.